# 狭瓣美冠兰
狭瓣美冠兰（学名：Eulophia stenopetala），是不丹特有及灭绝的一种兰科植物。它们仅在19世纪的不丹普那卡的一个地点被发现过，此后对其进行的搜索未能发现它们，推测已灭绝。狭瓣美冠兰灭绝的原因尚不明确，但可能包含19世纪以来该片地区道路的扩宽与发展。有一则报告指出在蒙加尔的Saling村亦有发现它们，但这应是一次错误鉴定。